# Cuisine de la province d'Albacete

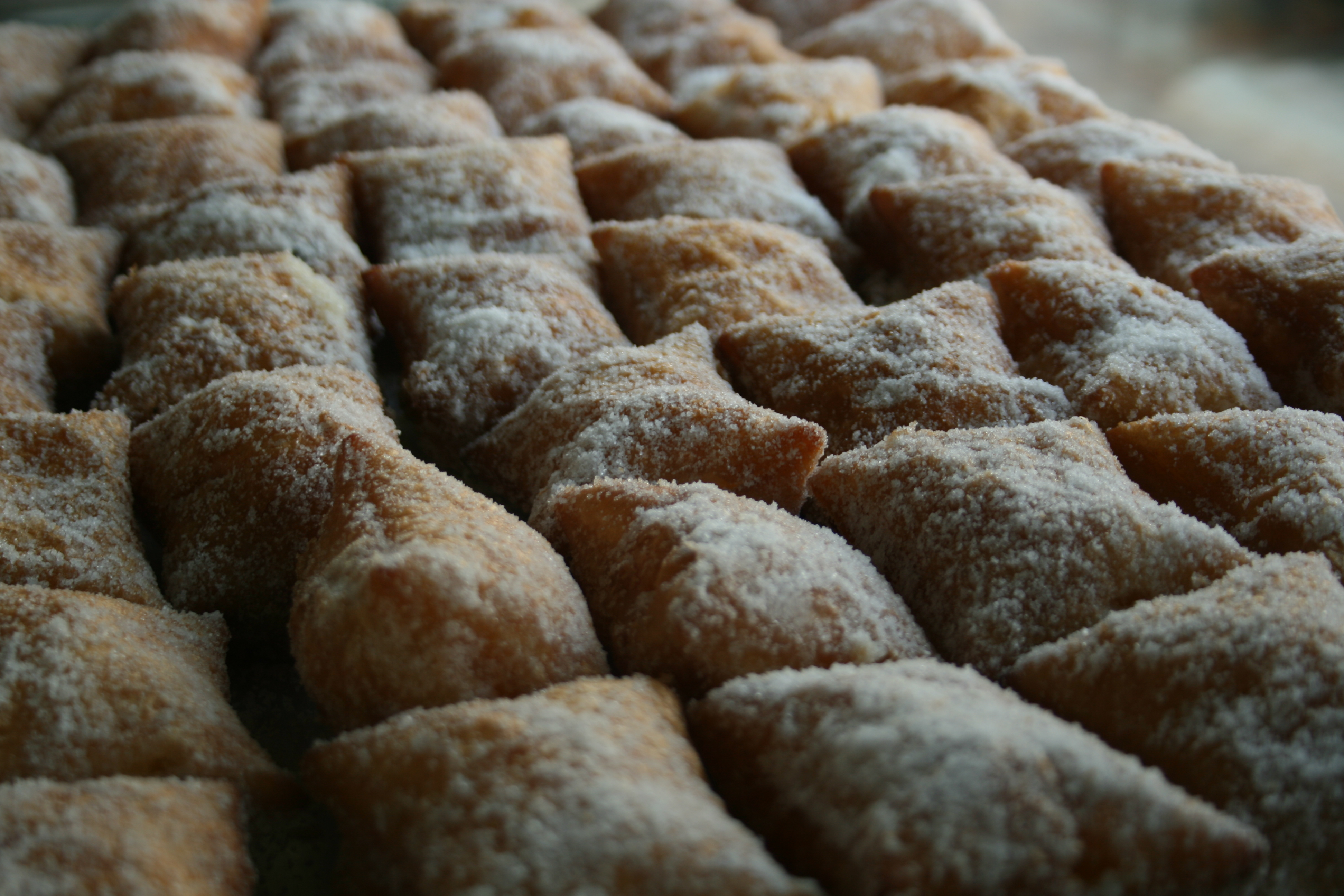
Miguelitos de La Roda.

La cuisine de la province d'Albacete est l'ensemble des plats et des coutumes culinaires existant dans la province d'Albacete, Castille-La Manche, en Espagne. Il convient de noter que près des trois quarts de cette région étaient des vignobles au milieu du XXe siècle. L'élevage de moutons est abondant, d'où la fabrication importante de saucisses. C'est une cuisine pastorale qui reflète l'élevage de bétail dans la province.

## Histoire
De nombreuses grottes de la province présentent des illustrations de chasse, comme à Alpera, où l'on peut trouver diverses situations de chasse préhistoriques. La cuisine d'Albacete, en raison de ses racines pastorales, est directement liée à celle des habitants celtibères. Le pont entre la cuisine castillane et celle du Levant espagnol est visible dans le fait que la province d'Albacete a été rattachée à la région de Murcie jusqu'en 1982. Dans le domaine du vin, l'appellation d'origine Almansa (Denominación de Origen Jumilla) a été créée en 1964 et l'appellation d'origine Jumilla en 1966, donnant ainsi naissance aux deux appellations viticoles de la province.

## Ingrédients
Les ingrédients de la province sont un mélange d'aliments et de préparations issus de la cuisine de La Manche et de la cuisine typique de la région du Levant espagnol. L'élevage produit des fromages comme le manchego, à l'huile, frit ou plus récemment aromatisé au thym et au romarin. Le safran est également cultivé.

### Viande
Il est clair que l'élevage abondant de moutons produit une grande quantité de viande d'agneau et, avec elle, divers plats à base de cette viande, dont le ragoût d'agneau. Dans le domaine du petit gibier, les lapins et les lièvres se distinguent, tout comme le pâté de lièvre, qui est parfois conservé et préparé en sauce marinée. À noter également le gaspacho manchois et l'ajo mataero, fabriqué le jour de l'abattage du porc et qui est une sorte d'œufs brouillés à base de pain émietté, d'ail, d'épices, de foie de porc et de pignons. Les autres produits d'abattage sont les chorizos, le boudin noir ou les côtes marinées et le lomo de orza (longe marinée) (comme la perdrix marinée).

### Poisson
Les plats de morue salée prédominent, comme les atascaburras (à base d'œuf, d'huile d'olive et de morue) et l'ajo claro (à base de morue, de deux ou trois cuillères d'huile, d'amandes écrasées et d'ail bouilli, auxquels on ajoute des petits morceaux de pain grillé et du cumin écrasé).

### Légumes et céréales
Les céréales sont généralement utilisées dans diverses préparations culinaires comme le ragoût de blé (l'un des plus typiques est celui de Hellín), le pisto albaceteño, les migas ruleras et les gachas de pastor (avec du lard frais et de la farine de guijas, également connu sous le nom de panizo), la gachamiga ou les mojetes pendant les mois d'été, sans oublier les asadillos à base de tomate et de poivre.

### Pâtisseries

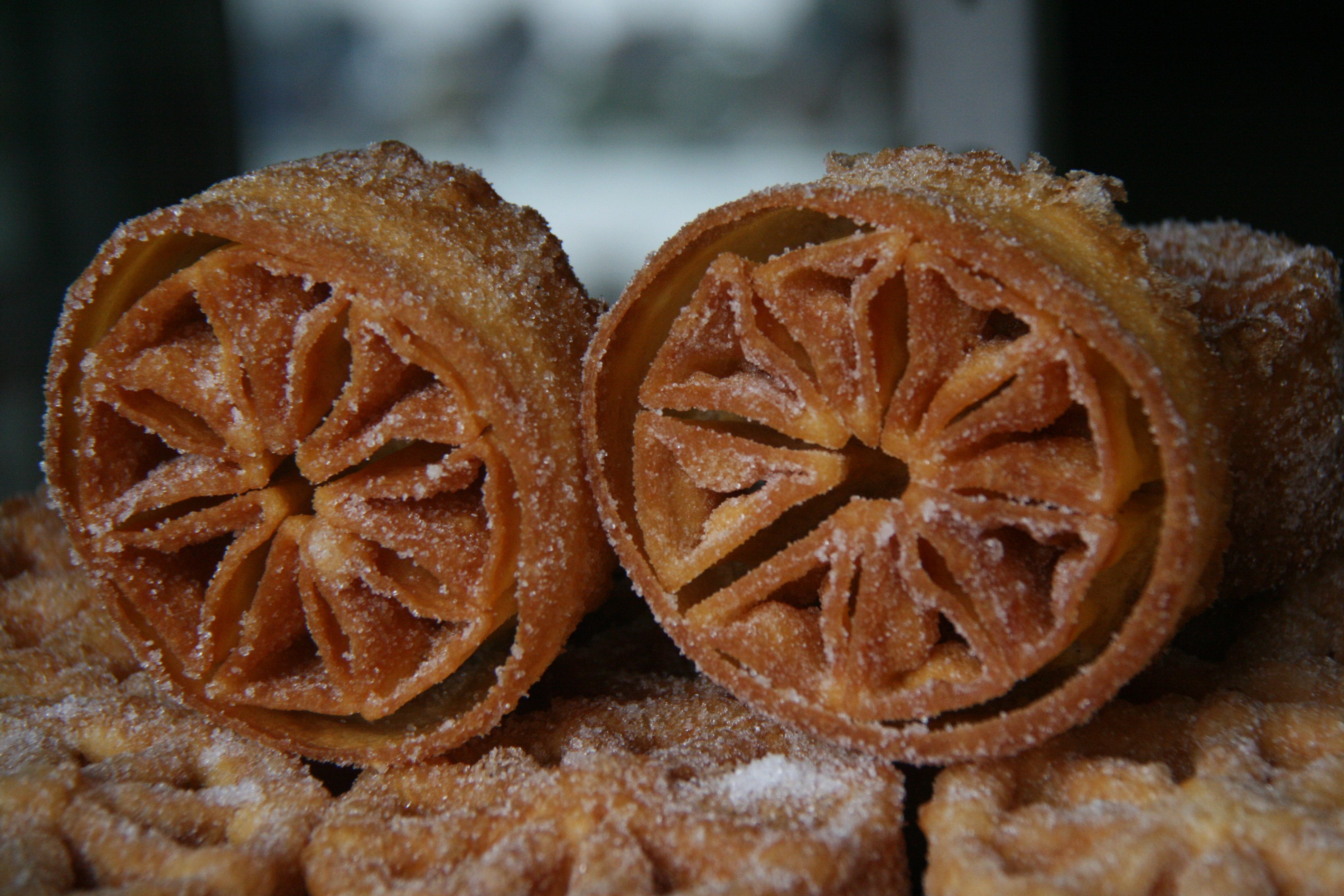
Flores fritas.

Les miguelitos de la ville de La Roda (une sorte de pâte feuilletée fourrée à la crème), les librillos de Montealegre (à base de gaufres et de miel), les flores fritas (fruits frits) et d'autres desserts comme le leche frita (lait frit) sont très connus.

### Boissons
L'un des cocktails espagnols typiques est le cuerva, une boisson à base de vin traditionnelle à Albacete et dans le reste du sud-est de l'Espagne. Dans la province, on produit différentes saveurs d'orujos.

### Vins
L'appellation d'origine Almansa a été créée en 1964. La Denominación de Origen Jumilla a été créée en 1966, son règlement actuel a été approuvé par l'arrêté du 10 novembre 1995 et modifié par l'arrêté du 18 avril 2001.